# Tramplin Stork
Tramplin Stork oder Aist bezeichnet eine Anlage mit mehreren Skisprungschanzen in Nischni Tagil, Russland (russisch Комплекс трамплинов «Аист», Kompleks tramplinow „Aist“). Sie besteht aus einer Großschanze (HS 134), einer Normalschanze (HS 100) und drei kleinen Schanzen der Kategorien K40 und K60. Die englische Bezeichnung Stork, deutsch Storch ist die Übersetzung des russischen Namens Aist. Er wurde abgeleitet vom Namen eines nahegelegenen früheren Erholungsheimes für Bergleute.

## Geschichte
Im Jahr 1970 wurden am 379 m hohen Berg Dolgaja („Langer Berg“) für die Spezialspringer und Nordischen Kombinierer fünf Schanzen (K110, K90, K40, K20, K10) gebaut. Im Jahr 2009 begannen weitreichende Umbauarbeiten, im Zuge derer die bisherigen Anlagen komplett abgerissen wurden. Für etwa 50 Millionen Euro entstand eine komplett neues Zentrum mit vier Sprungschanzen, die alle mit Matten belegt sind. Während die Arbeiten an den Schanzen selbst nahezu abgeschlossen sind, wird im Umfeld noch gebaut. So sollen Tribünen für 2000 Zuschauer, eine Aufstiegshilfe, ein Langlaufstadion mit Loipen und ein Sporthotel entstehen. Im Jahr 2010 gab es einen Baustopp wegen ausbleibender finanzieller Zuwendungen, dieser wurde allerdings nach einer Inspektion von Offiziellen der FIS aufgehoben. Im Dezember 2012 konnten die ersten Sprünge auf dem Schanzenkomplex absolviert werden. Die Schanzen waren im Folgenden unter anderem Austragungsort des Finales des Continental Cups und im Grand Prix. Im März 2015 verbesserte Anže Semenič im Rahmen des Saisonfinales des Continental Cups den Schanzenrekord auf 142,5 m.

### Entwicklung des Schanzenrekordes
Aufstellung über die Entwicklung des offiziellen Schanzenrekordes auf der Großschanze.
| \| Jahr \| Name \| Weite \| \| ---- \| -------------------- \| ------- \| \| 2014 \| Roman Trofimow \| 113,0 m \| \| 2014 \| Alexei Romaschow \| 117,5 m \| \| 2014 \| Anton Kalinitschenko \| 122,0 m \| \| 2014 \| Dmitri Wassiljew \| 125,0 m \| \| 2014 \| Dawid Kubacki \| 126,0 m \| \| 2014 \| Jarkko Määttä \| 133,0 m \| \| 2014 \| Anders Fannemel \| 134,0 m \| \| 2014 \| Stefan Kraft \| 138,0 m \| \| 2014 \| Daniel-André Tande* \| 139,0 m \| \| 2015 \| Anže Semenič* \| 142,5 m \| \| 2017 \| Johann André Forfang \| 141,5 m \| \| 2020 \| Robert Johansson \| 142,5 m \|* Diese Rekorde wurden im Rahmen des Continental Cups gesprungen und sind daher nicht immer offiziell anerkannt. |                      |         |
| Jahr | Name                 | Weite   |
| 2014 | Roman Trofimow       | 113,0 m |
| 2014 | Alexei Romaschow     | 117,5 m |
| 2014 | Anton Kalinitschenko | 122,0 m |
| 2014 | Dmitri Wassiljew     | 125,0 m |
| 2014 | Dawid Kubacki        | 126,0 m |
| 2014 | Jarkko Määttä        | 133,0 m |
| 2014 | Anders Fannemel      | 134,0 m |
| 2014 | Stefan Kraft         | 138,0 m |
| 2014 | Daniel-André Tande*  | 139,0 m |
| 2015 | Anže Semenič*        | 142,5 m |
| 2017 | Johann André Forfang | 141,5 m |
| 2020 | Robert Johansson     | 142,5 m |

## Internationale Wettbewerbe
Genannt werden alle von der FIS organisierten Sprungwettbewerbe.
| Datum              | Kategorie              | Schanze | 1. Platz               | 2. Platz               | 3. Platz                       |
| ------------------ | ---------------------- | ------- | ---------------------- | ---------------------- | ------------------------------ |
| 16. März 2013      | Continental Cup        | HS100   | Rok Justin             | Alexander Sardyko      | Jan Ziobro                     |
| 17. März 2013      | Continental Cup        | HS100   | Rok Justin             | Thomas Diethart        | Ilmir Chasetdinow              |
| 13. September 2013 | Grand Prix             | HS100   | Sara Takanashi         | Coline Mattel          | Katja Požun                    |
| 14. September 2013 | Grand Prix             | HS100   | Anders Bardal          | Tom Hilde              | Jakub Janda                    |
| 14. September 2013 | Grand Prix             | HS100   | Sara Takanashi         | Coline Mattel          | Katharina Althaus              |
| 15. September 2013 | Grand Prix             | HS134   | Jakub Janda            | Jernej Damjan          | Anders Bardal Krzysztof Biegun |
| 13. Dezember 2014  | Weltcup                | HS134   | Anders Fannemel        | Gregor Schlierenzauer  | Severin Freund                 |
| 14. Dezember 2014  | Weltcup                | HS134   | Severin Freund         | Anders Fannemel        | Stefan Kraft                   |
| 14. März 2015      | Continental Cup        | HS134   | Anže Semenič           | Andrzej Stękała        | Daniel-André Tande             |
| 15. März 2015      | Continental Cup        | HS134   | Anže Semenič           | Stephan Leyhe          | Tom Hilde                      |
| 12. Dezember 2015  | Weltcup                | HS100   | Daniela Iraschko-Stolz | Sara Takanashi         | Eva Pinkelnig                  |
| 12. Dezember 2015  | Weltcup                | HS134   | Severin Freund         | Peter Prevc            | Joachim Hauer                  |
| 13. Dezember 2015  | Weltcup                | HS100   | Sara Takanashi         | Yūki Itō               | Chiara Hölzl                   |
| 13. Dezember 2015  | Weltcup                | HS134   | Peter Prevc            | Michael Hayböck        | Johann André Forfang           |
| 10. Dezember 2016  | Weltcup                | HS100   | Maren Lundby           | Daniela Iraschko-Stolz | Sara Takanashi                 |
| 11. Dezember 2016  | Weltcup                | HS100   | Sara Takanashi         | Daniela Iraschko-Stolz | Jacqueline Seifriedsberger     |
| 2. Dezember 2017   | Weltcup                | HS134   | Richard Freitag        | Daniel-André Tande     | Johann André Forfang           |
| 3. Dezember 2017   | Weltcup                | HS134   | Andreas Wellinger      | Richard Freitag        | Stefan Kraft                   |
| 1. Dezember 2018   | Weltcup                | HS134   | Johann André Forfang   | Piotr Żyła             | Ryōyū Kobayashi                |
| 2. Dezember 2018   | Weltcup                | HS134   | Ryōyū Kobayashi        | Johann André Forfang   | Piotr Żyła                     |
| 16. März 2019      | Weltcup/Blue Bird Tour | HS97    | Juliane Seyfarth       | Maren Lundby           | Anna Odine Strøm               |
| 17. März 2019      | Weltcup/Blue Bird Tour | HS97    | Juliane Seyfarth       | Maren Lundby           | Katharina Althaus              |
| 7. Dezember 2019   | Weltcup                | HS134   | Yukiya Satō            | Karl Geiger            | Philipp Aschenwald             |
| 8. Dezember 2019   | Weltcup                | HS134   | Stefan Kraft           | Killian Peier          | Ryōyū Kobayashi                |
| 5. Dezember 2020   | Weltcup                | HS134   | Halvor Egner Granerud  | Daniel Huber           | Robert Johansson               |
| 6. Dezember 2020   | Weltcup                | HS134   | Halvor Egner Granerud  | Robert Johansson       | Marius Lindvik                 |
| 20. März 2021      | Weltcup/Blue Bird Tour | HS97    | Marita Kramer          | Sara Takanashi         | Nika Križnar                   |
| 21. März 2021      | Weltcup/Blue Bird Tour | HS97    | Marita Kramer          | Nika Križnar           | Sara Takanashi                 |